# 日野誠二
日野 誠二（ひの せいじ、1977年〈昭和52年〉3月22日 - ）は、日本の俳優。
東京都出身。SQUAD所属。

## 略歴
1998年、CX「美少女H」で準主演デビュー。演技修行のためL.A.に渡米、帰国後UPSアカデミーで演技を学び、日本のドラマ・映画、海外ドラマ・映画作品にも出演。

## 出演

### テレビドラマ
- 美少女H（1998年、フジテレビ）
- らぶ・ちゃっとChat.6「ちょこっとライヤー。」（2000年、フジテレビ）
- 利家とまつ〜加賀百万石物語〜（2002年、NHK）- 織田信忠 役
- 温泉へ行こう4（2003年、TBS）- 村上連平 役
- 坂の上の雲（2009年、NHK） - 山本信次郎 役
- 真田丸（2016年、NHK） - 藤堂高虎 役
- 精霊の守り人（2016年、NHK）
- エイジ・オブ・サムライ: 天下統一への戦い（2021年、Netflix）- 石田三成 役
- パチンコ - Pachinko シーズン2（2024年、Apple TV+）- ヨシイイサム 役

### 映画
- 忍びの国（2008年、中村義洋 監督） - 信雄の馬廻衆 役
- エンター・ザ・ボイド（2009年、ギャスパー・ノエ 監督）
- SPACE BATTLESHIP ヤマト（2010年、山崎貴 監督） - 赤城 役
- 許されざる者（2013年、李相日 監督）